# HIStory/Ghosts
A HIStory és a Ghosts Michael Jackson amerikai énekes két dala, melyek dupla A oldalas kislemezként jelentek meg a Blood on the Dance Floor: HIStory in the Mix című remixalbum második kislemezeként. A HIStory Jackson előző stúdióalbumán, a HIStory: Past, Present and Future-on szerepelt, és a Blood on the Dance Flooron egy remixe található, melyet Tony Moran készített; az eredeti változatban történelmi jelentőségű hangfelvételekből hallhatóak részletek, ezek a remixbe nem kerültek be. A Ghosts egyike a remixalbumra felkerült öt új dalnak.
A kislemez megjelenésekor mindkét dalhoz videóklip készült: a HIStoryé futurisztikus night clubban játszódik, a Ghosts klipje pedig ötperces részlet az azonos című, sokkal hosszabb filmből (Ghosts, 1997). A dal top 5 sláger lett az Egyesült Királyságban és Olaszországban.

## HIStory
A HIStoryt Michael Jackson, James Harris III és Terry Lewis írta 1995-ben, és a 13. dal lett a HIStory albumon; kislemezen nem jelent meg. A dal címe szójáték a his („övé”) és history („történelem”) szavakból, jelentése kb. „az ő története”. A dalban részletek hallhatóak más zeneművekből (Beethoven Lives Upstairs; Egy kiállítás képei) és történelmi jelentőségű hangfelvételekből: az elején egy interjúból, amit a fiatal Michael Jacksonnal készítettek 1970-ben, majd a Charles Lindbergh-jelentés Lowell Thomastól; műsor Hank Aaron amerikai baseballjátékosról; Edward Kennedy gyászbeszéde Robert F. Kennedy halálakor; a Búcsú a baseballtól Lou Gehrigtől; az „Üdvözlet Anglia gyermekeinek” Erzsébet hercegnőtől (a későbbi II. Erzsébet brit királynőtől) és húgától, Margit hercegnőtől; idézet Muhammad Ali ökölvívótól, Malcolm X fekete polgárjogi harcostól és részlet Martin Luther King Van egy álmom kezdetű híres beszédéből.
Jackson 1997-ben megjelent Blood on the Dance Floor: HIStory in the Mix című remixalbumára Tony Moran készített remixet a dalból, Tony Moran’s HIStory Lesson címmel.
A remixhez készült videóklip elején egy futurisztikus környezetben pihenő nőt látunk, aki virtuális valóság szemüveggel videóklipeket néz. A virtuális valóságban egy nightclub látható, ahol monitorokon és a falakon Michael Jackson videóklipjeit láthatjuk (In the Closet, Don’t Stop ‘til You Get Enough, Scream, Black or White, Jam, Earth Song, Man in the Mirror, Blood on the Dance Floor, They Don’t Care About Us, Dirty Diana, Will You Be There, Stranger in Moscow, Rock with You, The Way You Make Me Feel, Smooth Criminal, Beat It, Remember the Time, jelenetek a Ghosts filmből és koncertfelvételek a Bad és Dangerous turnéról. A szemüveget még mindig viselő nő azt hiszi, ő is a nightclubban van, a klip végén pedig leveszi a szemüveget.

## Ghosts

### Háttere és fogadtatása
A Ghosts („Kísértetek”) egyike a remixalbum öt korábban még kiadatlan dalának. Szerzői és producerei Michael Jackson és Teddy Riley. A dalban gitár és zongora hallható, Jackson hangterjedelme G3-A5. A dal G-dúrban íródott. A The Washington Post cikke szerint „a Ghosts újabb new jack swing-együttműködés Teddy Rileyvel az azonos című rövidfilmhez. Nyugtalanító dal, különösen a „Ki engedte neked, hogy megrázd a családfámat?” sor. Tom Sinclair, az Entertainment Weekly munkatársa is felhívta erre a sorra a figyelmet. „Az önjelölt pszichológusok darabjaira fogják szedni ezt a sort.”
Michael Saunders, a The Boston Globe munkatársa szerint az Is It Scary és a Ghosts Jacksontól már jól ismert témákat dolgoz fel. Sonia Murray, a The Atlanta Journal and The Atlanta Constitution újságírója szerint a dal erőteljes, de Jackson hangja gyenge benne. Anthony Violanti a The Buffalo Newstől azt írta a dalról, hogy „programozott műanyag… az ember eltűnődik, hogy tudott egy olyan tehetséges szerző, mint Jackson, ilyen dalokat kiadni.” Jim Farber a New York Daily Newstől azt írta a dalról, hogy „van benne pár újszerű hang, de igazi dallama nincsen”. Roger Catlin a The Hartford Couranttól kijelentette: „A legérdekesebb dalok a Ghosts és az Is It Scary, melyekben azokat kérdezi, akik csak a bulvárlapokból ismerik, hogy szörnyetegnek tűnik-e.”
Jennifer Clay a Yahoo! Musictól megjegyezte, hogy a Ghosts hangzásra olyan, mint a Thriller album anyaga. J. Randy Taraborrelli, Jackson egyik életrajzírója így írt a The Magic & the Madness című életrajzi könyvben: „A Blood számos dala figyelemre méltó. Kiemelkedő a Ghosts, talán mert annyira eszünkbe jut róla Michael lenyűgöző Ghosts videóklipje… klasszikus, kihagyhatatlan Michael Jackson-mű.”

### Videóklip
A Ghosts videóklipje öt perces részlet a hosszabb Ghosts filmből. A teljes hosszúságú fiémet Jackson a Cannes-i Filmfesztiválon mutatta be az album reklámkampányának részeként. Az Egyesült Államokban 1996 októberében mutatták be, az Egyesült Királyságban pedig 1997 májusában az Odeon Leicester Square-en. A világ legtöbb országában megjelent videókazettán. A film történetét Jackson és Stephen King írta, és Stan Winston rendezte, történetének alapját az az elszigeteltség adja, amelyet Jackson akkor érzett, amikor 1993-ban egy gyermek molesztálásával vádolták ártatlanul. A klip elnyerte a legjobb videóklipes koreográfiának járó Bob Fosse-díjat.
A történet főszereplője a Maestro, akit el akarnak üldözni városából a lakók és a polgármester – aki hasonlít Tom Sneddonhoz, az ügyészhez a Jackson elleni 1993-as (és később a 2003-as) perben –, mert szörnyetegnek tartják. A film témája és képvilága hasonlít az 1982-ben bemutatott Thriller videókliphez, láthatóak benne speciális effektusok és koreográfia, melyet maga Jackson tervezett. A filmben számos dal elhangzik a HIStory: Past, Present and Future és a Blood on the Dance Floor: HIStory in the Mix albumokról. A teljes film csaknem 40 perc hosszú, és szerepel a Guinness Rekordok Könyvében mint a világ leghosszabb videóklipje.

## Számlista
CD maxi kislemez (Európa)
1. HIStory (7" HIStory Lesson Edit) – 4:08
2. HIStory (MARK!’s Radio Edit) – 4:18
3. HIStory (MARK! Vocal Club Mix) – 9:14
4. HIStory (The Ummah Radio Mix) – 5:00
5. HIStory (The Ummah DJ Mix) – 3:04
6. HIStory (The Ummah Main A capella) – 4:04
7. Ghosts (Radio Edit) – 3:50

CD kislemez (Egyesült Királyság)
1. HIStory (7" HIStory Lesson Edit) – 4:08
2. HIStory (Radio Edit) – 4:01
3. Ghosts (Radio Edit) – 3:50
4. Ghosts (Mousse T’s Club Edit) – 4:24

CD kislemez (Egyesült Királyság)
1. HIStory (Tony Moran’s HIStory Lesson) – 4:08
2. HIStory (Tony Moran’s HIStory Dub) 7:56
3. HIStory (MARK! Vocal Club Mix) – 9:14
4. HIStory (The Ummah Radio Mix) – 5:00
5. HIStory (The Ummah Urban Mix) – 4:20

CD maxi kislemez (Egyesült Királyság)
1. HIStory (7" HIStory Lesson Edit) – 4:08
2. Ghosts (Mousse T’s Radio Rock) – 4:25
3. Ghosts (Mousse T’s Club Mix) – 6:03
4. Ghosts (Radio Edit) – 3:50
5. HIStory (Tony Moran’s HIStory Dub) – 7:56

12" maxi kislemez
1. HIStory (MARK!’s Vocal Club Mix) – 9:14
2. HIStory (MARK!’s Keep Movin’ Dub) – 9:23
3. HIStory (The Ummah DJ Mix) – 3:04
4. HIStory (The Ummah Main A Cappella) – 4:04
5. Ghosts (Radio Edit) – 3:50

Kazetta
1. HIStory (7" HIStory Lesson Edit) – 4:08
2. HIStory (Radio Edit) – 4:01
3. Ghosts (Radio Edit) – 3:50

CD kislemez (Európa, promó)
1. HIStory (7" HIStory Lesson Edit) – 4:08
2. Ghosts (Radio Edit) – 3:50

HIStory (Mark Picchiotti Remixes) 12" promó
1. HIStory (MARK!’s Phly Vocal) – 9:10
2. HIStory (MARK!’s Future Dub) – 9:16

Ghosts (Mousse T Mixes) 12" promó
1. Ghosts (Mousse T’s Club Mix) – 6:03
2. Ghosts (Mousse T’s Club Mix TV) – 6:03

## Helyezések
A kislemez az amerikai Billboard slágerlistára nem került fel, de világszerte sikert aratott. Az Egyesült Királyságban érte el legmagasabb helyezését, az ötödik helyet. Hollandiában, Belgiumban és Svédországban 17–18 hetet töltött a slágerlistán.
| Slágerlista (1997)             | Legmagasabb helyezés |
| ------------------------------ | -------------------- |
| Ausztrál kislemezlista         | 43                   |
| Belga kislemezlista (Flandria) | 17                   |
| Belga kislemezlista (Vallónia) | 10                   |
| Brit kislemezlista             | 5                    |
| Finn kislemezlista             | 16                   |
| Francia kislemezlista          | 4                    |
| Holland kislemezlista          | 14                   |
| Olasz kislemezlista            | 3                    |
| Osztrák kislemezlista          | 36                   |
| Svájci kislemezlista           | 16                   |
| Svéd kislemezlista             | 12                   |
| Új-zélandi kislemezlista       | 29                   |